# Naranga denotata
Naranga denotata là một loài bướm đêm trong họ Noctuidae.